# Tanneberg (Klipphausen)

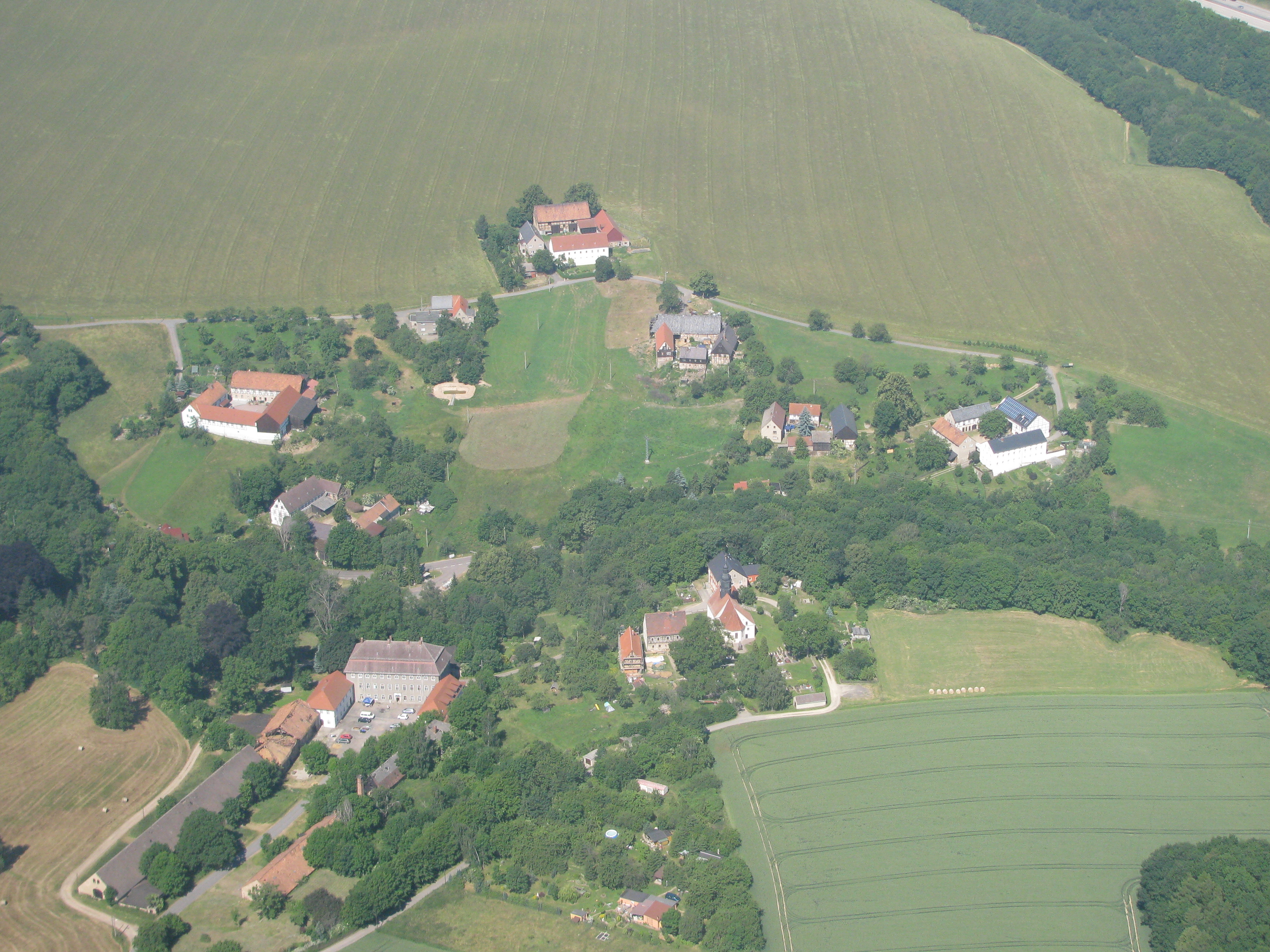
Tanneberg aus der Vogelperspektive

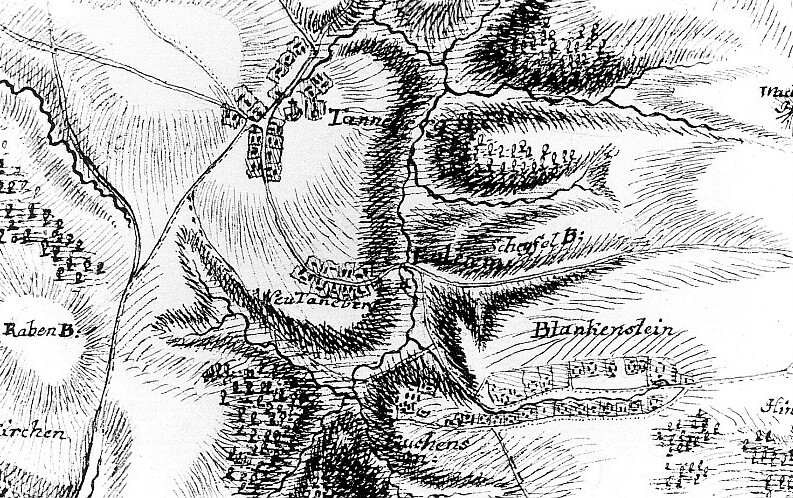
Karte aus dem 18. Jahrhundert

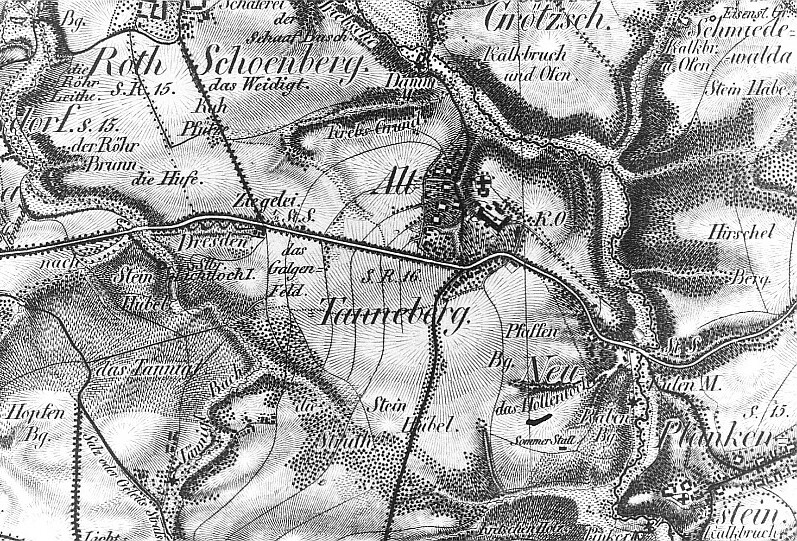
Karte aus dem 19. Jahrhundert

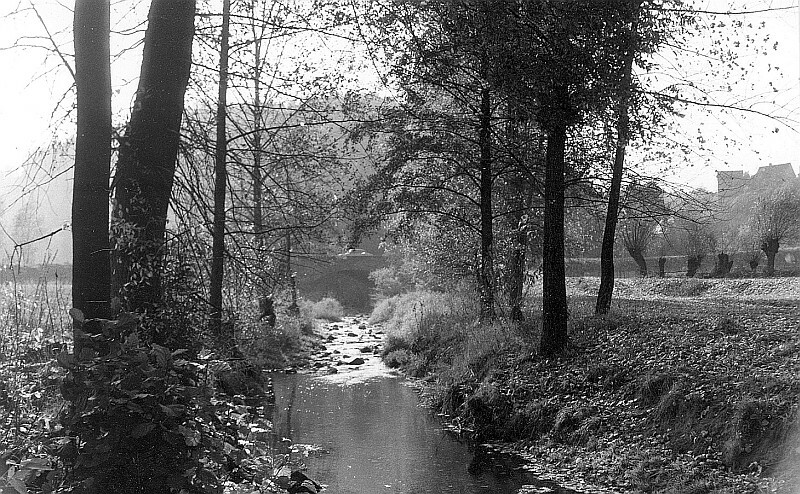
Triebisch bei Neutanneberg

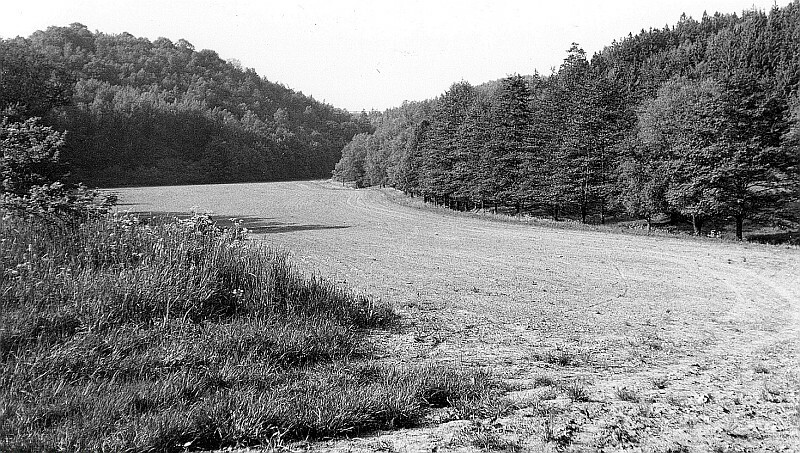
Landschaft im Triebischtal

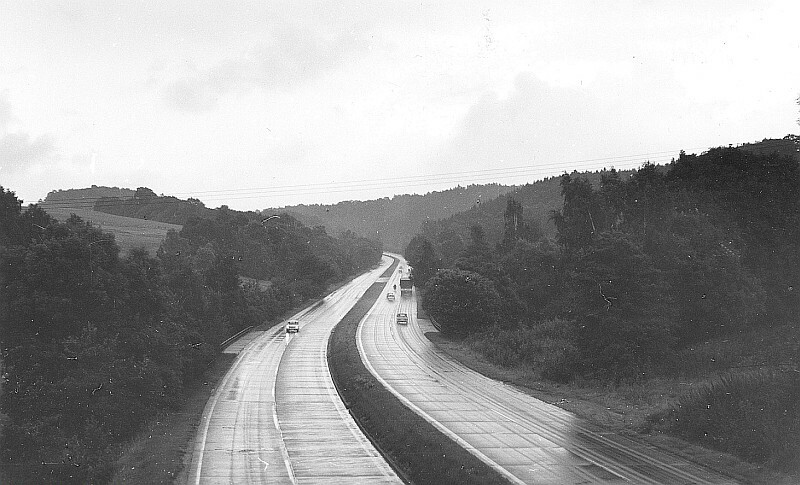
Alte Trasse der Bundesautobahn 4 im Tanneberger Loch, August 1981

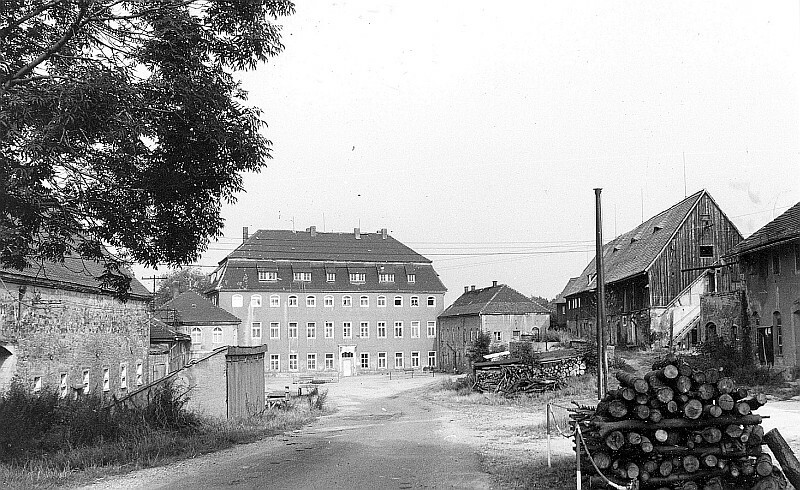
Rittergut mit Herrenhaus in Alttanneberg

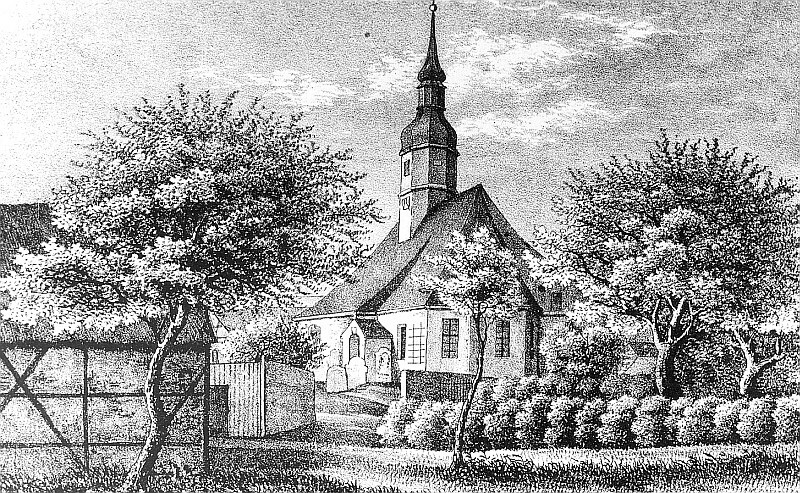
Tanneberger Kirche auf einer Zeichnung

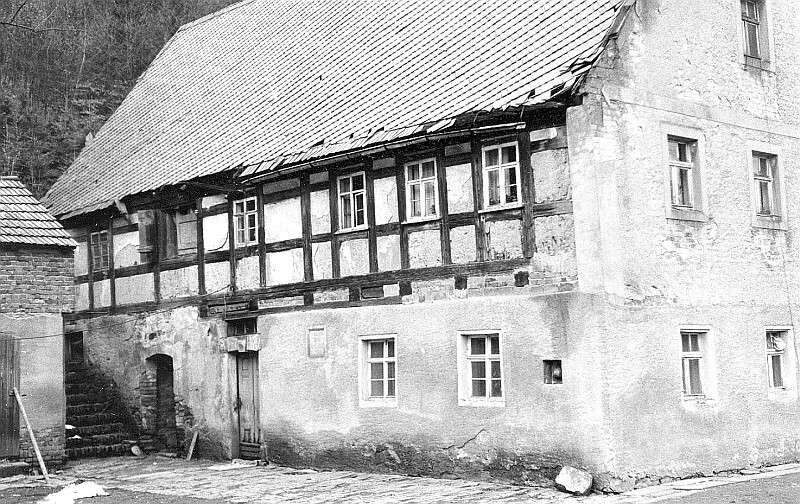
Mittlerweile abgerissene Eulenmühle bei Neutanneberg auf einem Foto von 1980

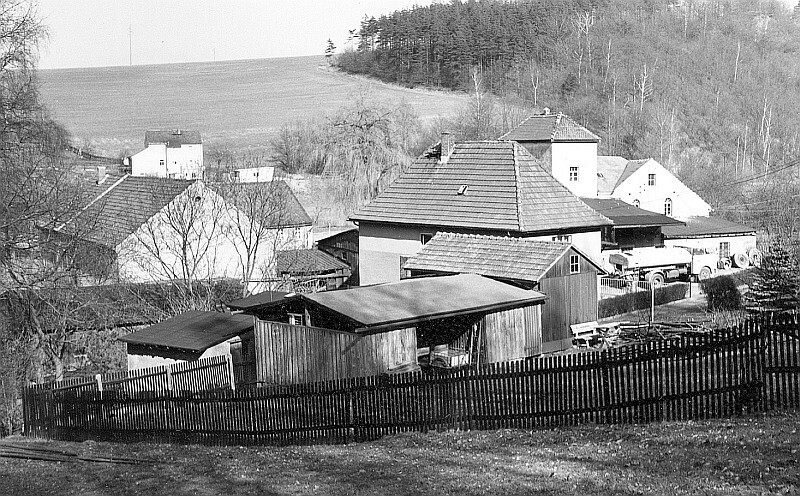
Dammmühle bei Alttanneberg

Tanneberg ist ein Ortsteil der Gemeinde Klipphausen im Landkreis Meißen, Sachsen. Es besteht aus Alttanneberg und Neutanneberg.

## Geografie
Tanneberg befindet sich im Süden des Klipphausener Gemeindegebiets. Es liegt in der Mitte zwischen den beiden Kreisstädten Meißen und Freiberg, etwa zwölf Kilometer westlich der Stadtgrenze von Dresden. Benachbarte Klipphausener Ortsteile sind Rothschönberg im Nordwesten, Perne und Groitzsch im Norden sowie Schmiedewalde im Nordosten. Die Wilsdruffer Ortsteile Limbach und Blankenstein sind östlich beziehungsweise südöstlich benachbart. Südlich von Tanneberg liegt der Reinsberger Ortsteil Neukirchen, westlich liegt Deutschenbora, das zu Nossen gehört.
In der Gemarkung Tanneberg befinden sich die Orte Alttanneberg und Neutanneberg. Letzteres liegt am Rand der Gemarkung, etwa einen Kilometer südöstlich von Alttanneberg. Der Streifen zwischen beiden Orten wird landwirtschaftlich genutzt. Alt- und Neutanneberg befinden sich im Meißner Hochland an kleinen linken Seitentälchen des für die Gemeinde namengebenden Triebischtals. Die Triebisch verläuft bei Tanneberg durch einen engen, unverbauten und an den 50 Meter hohen Hängen bewaldeten Abschnitt des Tals, der als Tanneberger Loch bekannt ist. Hier hindurch führte bis zu ihrer Verlegung auf die Hochfläche im Jahr 1999 die Bundesautobahn 4. Eine eigene Autobahnabfahrt besitzt Tanneberg nicht, die nächste Anschlussstelle ist Wilsdruff. Die A 4 umgeht das Tanneberger Loch knapp nördlich auf mehreren Brücken, darunter die Triebischtalbrücke und die Triebischseitentalbrücke. Die alte Trasse wurde renaturiert.
Durch Tanneberg verläuft die Staatsstraße 36 (Wilsdruffer Straße), die Leisnig mit Freital verbindet. In Alttanneberg zweigt von ihr die S 196 (Neukirchner Straße) in Richtung Freiberg ab. Weitere Straßen in Alttanneberg sind der Pfarrweg, der Bauernweg, der Flurweg sowie die Straßen „Am Teich“ und „Am Rittergut“. In Neutanneberg befinden sich außerdem die Straßen „Markt“ und „An der Triebe“. In Tanneberg halten die Buslinien 413 (Meißen–Tanneberg), 414 (Meißen–Schmiedewalde/Tanneberg) und 425 (Nossen–Wilsdruff) der Verkehrsgesellschaft Meißen.

## Geschichte
Der älteste Hinweis auf Tanneberg ist die Nennung von „Wernherus et Pribizlaus de Tanninberch“ (Werner und Pribislaus von Tanneberg) in einer Urkunde aus dem Jahr 1227, woraus sich auf einen Herrensitz im Ort zu dieser Zeit schließen lässt. Im Jahr 1282 fand ein „Gebeharus de Tannenberg“ (Gebhard von Tanneberg) Erwähnung. Der Ort Tanneberg selbst taucht 1334 und 1378 jeweils als „Tannenberg“ auf, 1547 heißt er „Tannabergk“ und 1551 „Thonberg“. Danach wurde zwischen „Alt Tanneberg“ und „Neu Tanneberg“ (jeweils 1791) unterschieden.
Alttanneberg ist ein Waldhufendorf auf einer im Jahr 1900 etwa 483 Hektar großen Waldhufenflur mit Gutsblöcken. In dem Dorf sind mehrere Drei- und Vierseithöfe erhalten. In Alttanneberg befindet sich außerdem ein ehemaliges Rittergut mit Herrenhaus, dessen Ursprünge auf eine mittelalterliche, etwa in der Zeit von 1200 bis 1250 erbaute Burganlage zurückgehen. Das Bodendenkmal liegt auf einem kleinen Geländesporn in einer Talnische und enthält den Rest eines Burggrabens, wurde jedoch vom Herrenhaus überbaut.
Die Besitzer des Rittergutes übten die Grundherrschaft sowie die Erb- und Obergerichtsbarkeit in dem Dorf aus. Nach den bereits genannten Herren von Tanneberg gehörte Tanneberg zum Kloster Altzella. In der frühen Neuzeit befand sich der 1438 erwähnte Ritterhof unter anderem im Besitz des Freiberger Bürgermeisters Peter Alnpeck sowie von Angehörigen der Adelsgeschlechter von Staupitz, von Heynitz und von Hartitzsch. Im Jahr 1660 erwarb die Familie von Miltitz das neuschriftsässige Rittergut, 1675 gelangte es in den Besitz der Familie von Schönberg und blieb bei dieser bis zur Enteignung 1945. Verwaltet wurde Tanneberg ab 1547 vom Erbamt Meißen. Im Jahr 1843 lag es im Zuständigkeitsbereich des Amtes Meißen. Seit 1856 unterstand der Ort dem Gerichtsamt Wilsdruff und ab 1875 der Amtshauptmannschaft Meißen.
Das 1607 in einem Kirchenbuch erstmals genannte Neutanneberg entstand als lockerer Häuslerabbau in der Tanneberger Flur. Im Jahr 1900 verfügten die Neutanneberger Häusler über insgesamt neun Hektar Land. Alt- und Neutanneberg, die Landgemeinden nach der Sächsischen Landgemeindeordnung von 1838 waren, vereinigten sich 1910 zur Gemeinde Tanneberg. Im Jahr 1944 gründete sich die Freiwillige Feuerwehr Tanneberg. Ein Jahr später erfolgte die Enteignung des Ritterguts mit seinen damals etwa 200 Hektar Nutzfläche, das bis dahin noch immer der Familie von Schönberg gehörte. Am 1. Januar 1973 wurde Rothschönberg mit Perne eingemeindet. Die Gemeinde Tanneberg schloss sich am 1. Januar 1999 der ihrerseits fünf Jahre zuvor gebildeten Gemeinde Triebischtal an. Durch die Eingemeindung von Triebischtal am 1. Juli 2012 wurde Tanneberg ein Ortsteil der Gemeinde Klipphausen. Die Ortsteile der früheren Gemeinde Tanneberg, also Tanneberg, Rothschönberg und Perne, bilden innerhalb der Gemeinde Klipphausen eine Ortschaft mit eigenem Ortsvorsteher und neunköpfigem Ortschaftsrat.

## Kultur und Sehenswürdigkeiten
Mehrere Gebäude im Ort sind als Kulturdenkmal geschützt (siehe Liste der Kulturdenkmale in Tanneberg).

### Herrenhaus

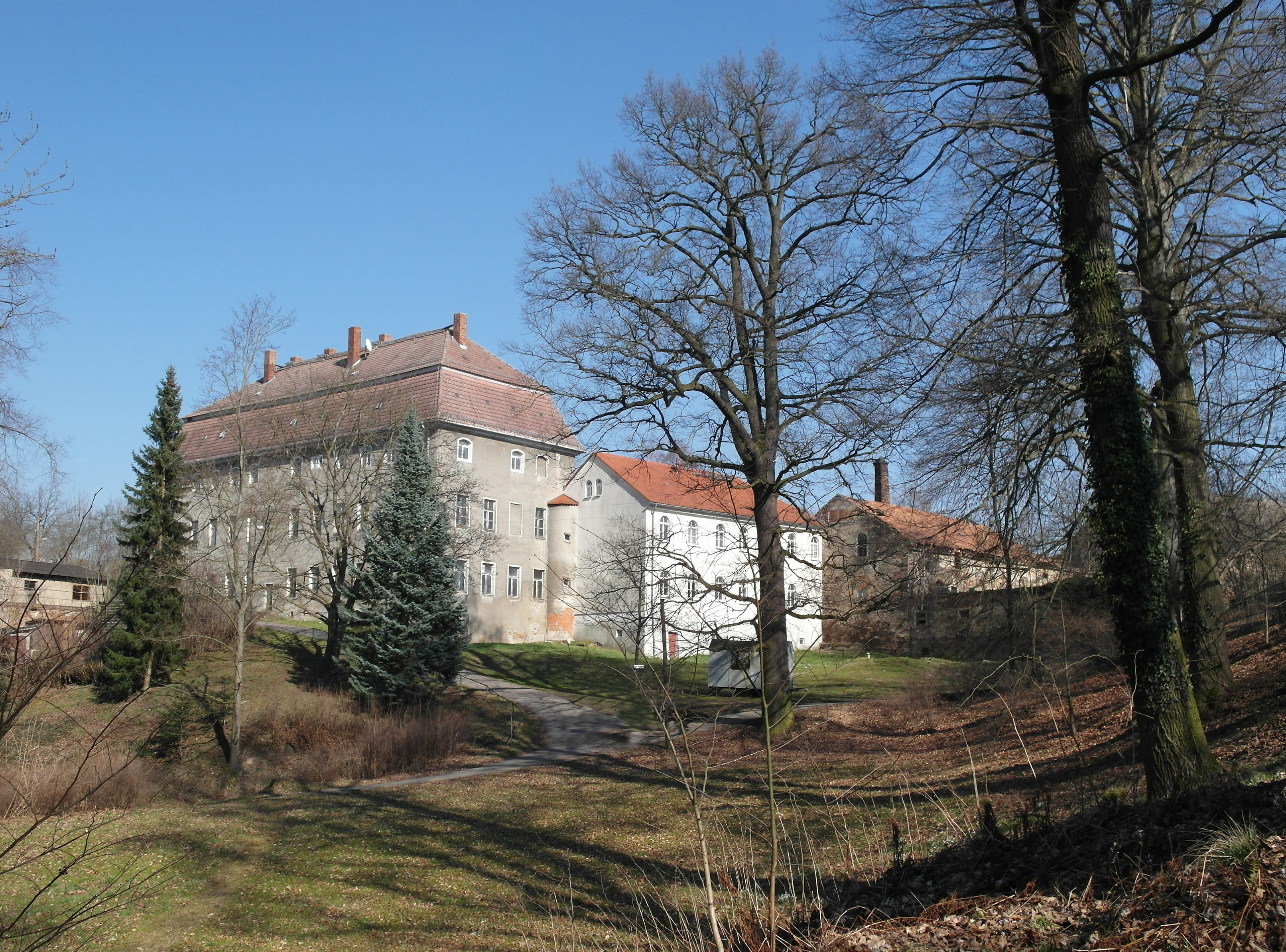
Herrenhaus Tanneberg, Rittergut

Das mächtige, dreigeschossige Herrenhaus mit seinen zwölf Fensterachsen und dem Mansardwalmdach steht in Alttanneberg an der Straße „Am Rittergut“. Es wurde 1744 unter der Herrschaft von Adolf Ferdinand von Schönberg (1685–1758) errichtet. Sein rechter Seitenflügel geht auf ein älteres Gebäude aus dem 16. Jahrhundert zurück und wurde 1879 unter Carl Wilhelm von Schönberg-Pötting umgestaltet. Dessen Vorbesitzer Karl Friedrich Rudolf von Schönberg-Pötting hatte 1852 um das Herrenhaus einen Park nach englischem Vorbild anlegen lassen. Nach der Enteignung der Familie von Schönberg diente das Herrenhaus für Wohnzwecke und als Kindergarten sowie Jugendclub. Danach stand es leer.

### Kirche

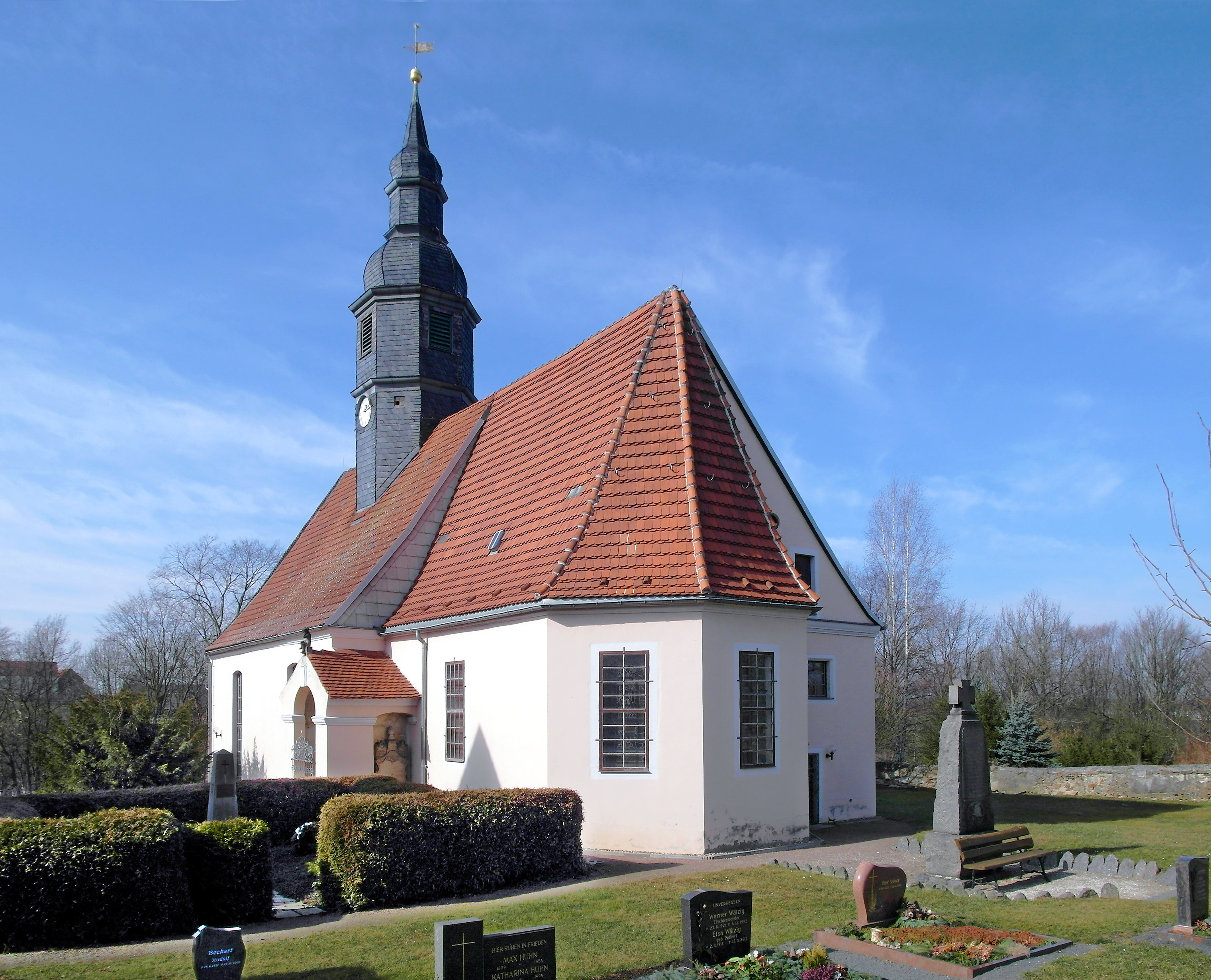
Kirche Tanneberg

Am Nordrand Alttannebergs, neben dem Rittergut, steht die von einem kleinen Friedhof umgebene Tanneberger Kirche. Ihr Vorgängerbau wurde 1539 als Pfarrkirche erwähnt, brannte aber nieder. Im Jahr 1630, zur Zeit des Dreißigjährigen Krieges, entstand die Kirche in ihrer barocken, bis heute erhaltenen Form neu. Seit 1925 war sie eine Filialkirche von Blankenstein, heute zählt sie zur Kirchgemeinde Burkhardswalde-Tanneberg. Im Jahr 1967 ermöglichten Spenden und Arbeitseinsätze die Neuanschaffung eines Bronzegeläuts. Neben der Kirche steht einer der ältesten erhaltenen Pfarrhöfe Sachsens, der ab 1654 erbaut wurde. Das Pfarramt befindet sich in Burkhardswalde; Gottesdienste finden in Tanneberg zweiwöchentlich statt.
Das Geläut besteht aus drei Bronzeglocken, der Glockenstuhl ist aus Stahl gefertigt.
Im Folgenden eine Datenübersicht des Geläutes:
| Nr. | Gussdatum | Gießer                       | Durchmesser | Masse  | Schlagton |
| --- | --------- | ---------------------------- | ----------- | ------ | --------- |
| 1   | 1967      | Glockengießerei S. Schilling | 952 mm      | 550 kg | as′       |
| 2   | 1967      | Glockengießerei S. Schilling | 748 mm      | 260 kg | c″        |
| 3   | 1967      | Glockengießerei S. Schilling | 615 mm      | 140 kg | f′        |

### Mühlen

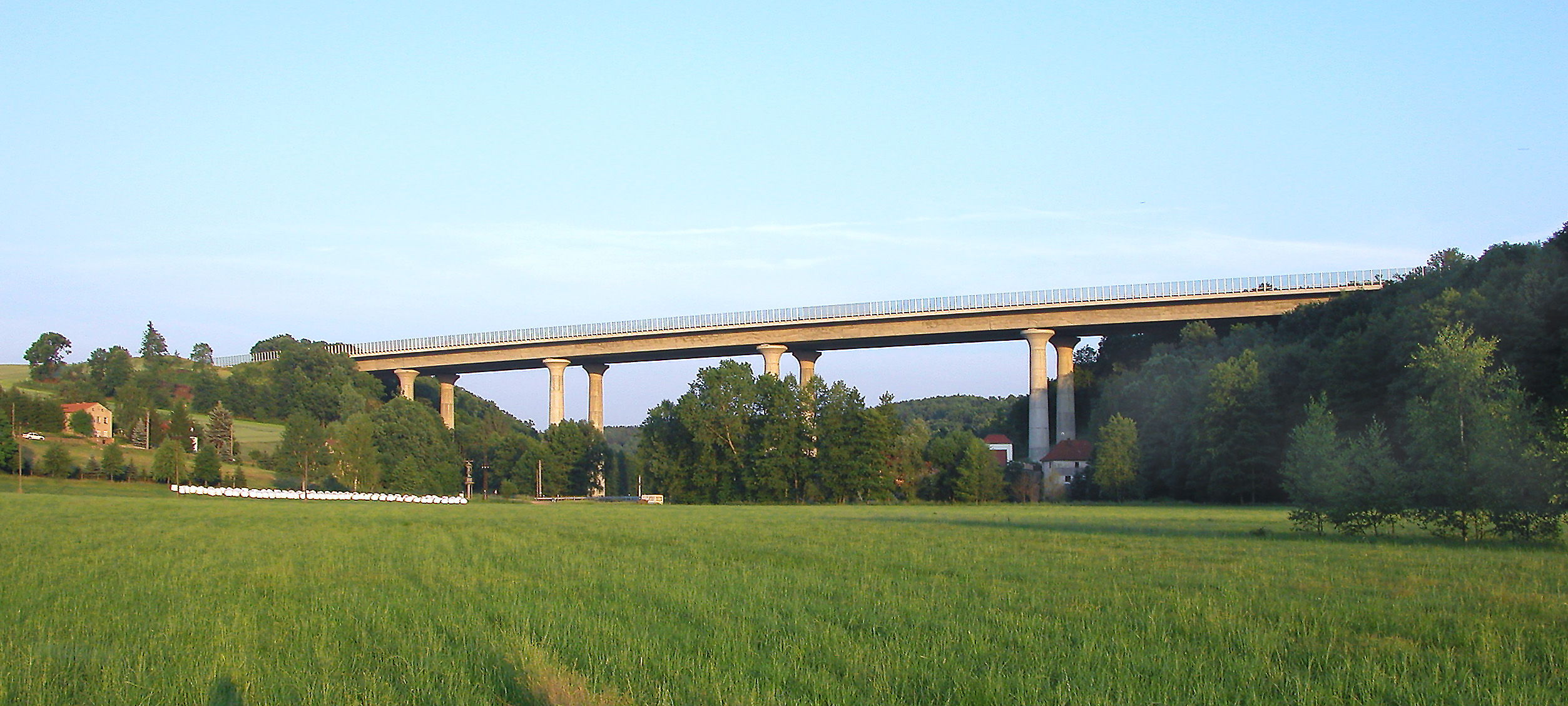
BAB A4 Triebischtalbrücke an der Dammmühle

Entlang der Triebisch und ihrer Nebenbäche lagen auf Tanneberger Flur mehrere Mühlen. Die Dammmühle liegt in unmittelbarer Nähe der Triebischtalbrücke und dient heute Wohnzwecken. Sie fand 1750 erstmals Erwähnung in einer Urkunde und war noch bis 1990 als Getreide- und zeitweise auch als Sägemühle in Betrieb. Die Eulenmühle, die etwas oberhalb von Neutanneberg stand, wurde 1578 erstmals erwähnt. Ursprünglich diente sie als Getreidemühle, zwischen 1909 und 1924 wurden darin auch Knochen für die Herstellung von Leim zermahlen. Die Eulenmühle ist nicht mehr erhalten.

### Triebischtalbaude

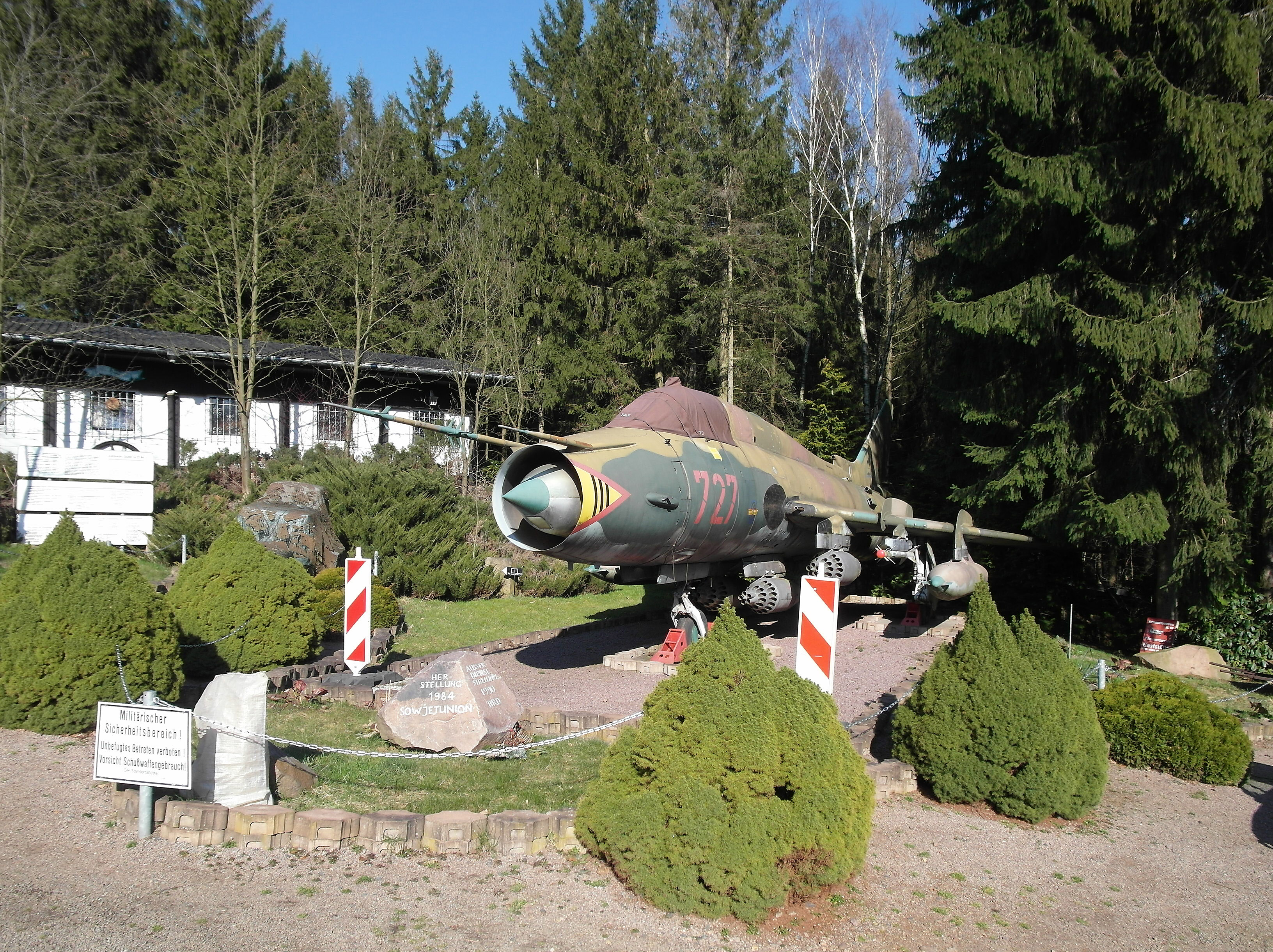
Sowjetisches Jagdflugzeug an der Triebischtalbaude

In der Nähe des ehemaligen Standorts der Eulenmühle befindet sich das Ausflugslokal Triebischtalbaude in Neutanneberg. Es ist bekannt für seinen 1500 Sträucher umfassenden Rhododendrongarten, den Streichelzoo, eine Ausstellung historischer Landtechnik und einen sowjetischen Jagdbomber des Typs Suchoi Su-22 der Luftstreitkräfte der Nationalen Volksarmee, der neben dem Restaurant auf einer Freifläche steht.

## Einwohnerentwicklung
| Jahr | Einwohner                                            |
| ---- | ---------------------------------------------------- |
| 1547 | 8 besessene Mann, 15 Gärtner, 3 Häusler, 24 Inwohner |
| 1764 | 24 besessene Mann, 29 Häusler                        |
| 1834 | 419                                                  |
| 1871 | 458                                                  |
| 1890 | 447                                                  |
| 1910 | 389                                                  |
| 1925 | 388                                                  |
| 1939 | 370                                                  |
| 1946 | 573                                                  |
| 1950 | 540                                                  |
| 1964 | 436                                                  |
| 1990 | 662                                                  |
| 2000 | siehe Triebischtal                                   |

## Persönlichkeiten
- Heinrich Theodor Flathe (* 1. Juni 1827 in Alt-Tanneberg; † 26. März 1900 in Loschwitz), deutscher Historiker
- Dietmar Huhn (* 31. August 1944 in Tanneberg), deutscher Schauspieler